# Остроленкское воеводство
Остроленкское воеводство (пол. województwo ostrołęckie) — воеводство Польши, существовавшее в 1975—1998 годах.
Представляло собой одну из 49 основных единиц административного деления Польши, которые были упразднены в результате административной реформы Польши 1998 года. 
Занимало площадь 6498 км². Административным центром воеводства являлся город Остроленка. После административной реформы воеводство прекратило своё существование и его территория отошла большей частью к Мазовецкому воеводству, частью — к Варминьско-Мазурскому воеводству (гмина Розоги).

## Города
Крупнейшие города воеводства по числу жителей (по состоянию на 31 декабря 1998 года):
- Остроленка — 55 271
- Вышкув — 26 154
- Острув-Мазовецка — 22 592
- Пшасныш — 17 556
- Макув-Мазовецки — 10 651